# Tramway de Bakou
 (juillet 2015).
Si vous disposez d'ouvrages ou d'articles de référence ou si vous connaissez des sites web de qualité traitant du thème abordé ici, merci de compléter l'article en donnant les références utiles à sa vérifiabilité et en les liant à la section « Notes et références ».

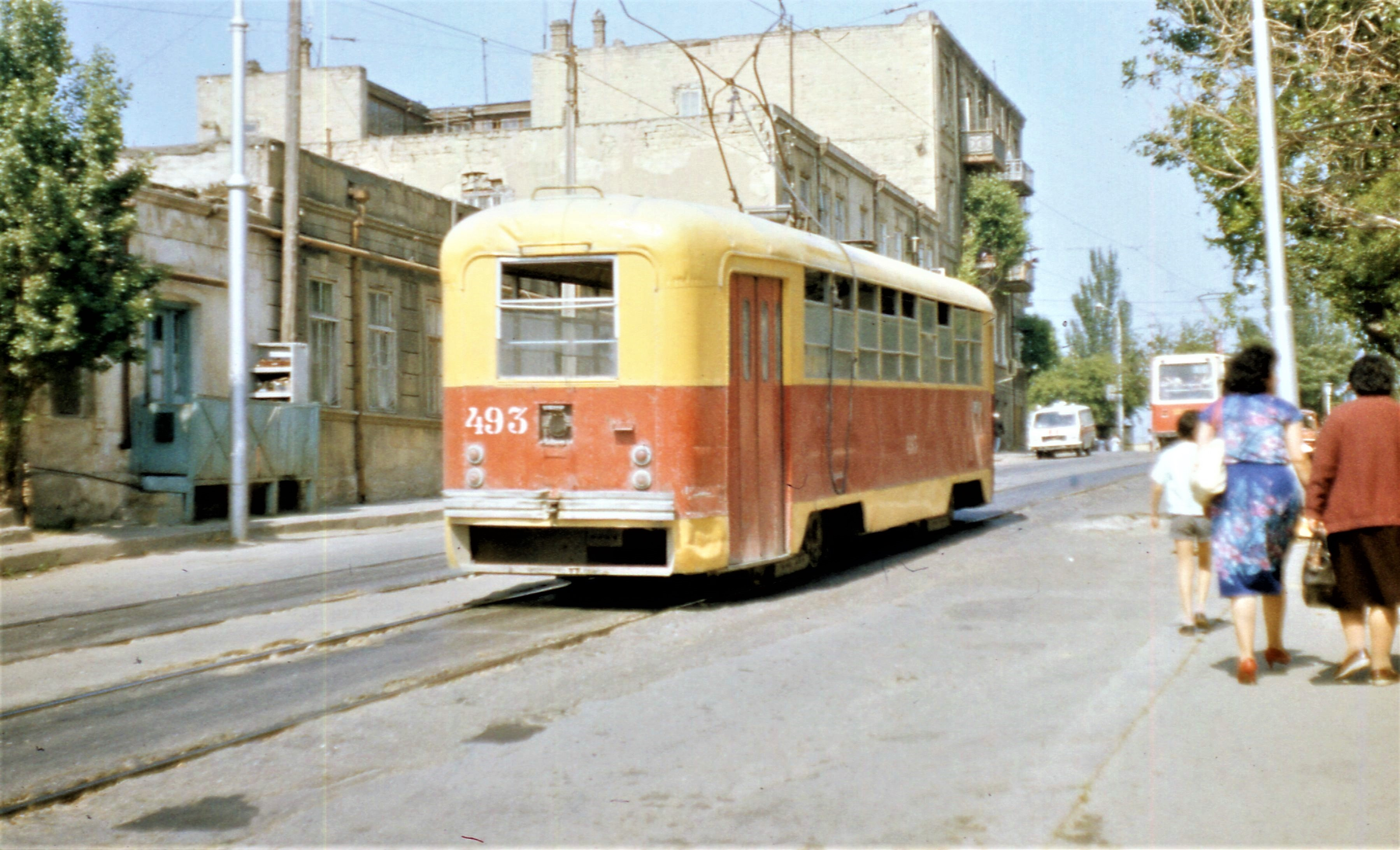
Tramway de Bakou en 1987

Le tramway de Bakou (en azéri : Bakı tramvayı) était un système de tramway desservant Bakou (Azerbaïdjan), qui a fermé en janvier 2004.

## Lignes
- № 1 : Khatai - 1er arrondissemen.
- № 2 : Gare - Rue Fabricìusa - Rue Ìnglaba - Rue Chapayev - Gare
- № 3 : Gare - Aurora
- № 4 : Gare - Vieu Ahmedli
- № 5 : Rasulzade - Marché de Montinski
- № 6 : Khatai - Marché de Montinski
- № 7 : Gare - Rue Chapayev - Rue Ìnglaba - Rue Fabricìusa - Gare

## Projet
Le Gouvernement Azéri a des projets d'une ligne de tramway qui pourrait circuler au Parc maritime de Bakou pour limiter la pollution causées par les voitures.